# Modysticus
Modysticus Gertsch, 1953 è un genere di ragni appartenente alla famiglia Thomisidae.

## Distribuzione
Le quattro specie note di questo genere sono state rinvenute in America settentrionale

## Tassonomia
L'aracnologo Gertsch, nell'esaminare gli esemplari tipo di Ozyptila modesta Scheffer, 1904, nel 1953, descrisse l'attuale genere Modysticus come sottogenere di Ozyptila, Simon, 1864. Sarà poi elevato a genere a seguito di un lavoro di Marusik, Lehtinen & Koyblyuk del 2005
Non sono stati esaminati esemplari di questo genere dal 2005.
A giugno 2014, si compone di quattro specie:
- Modysticus floridanus (Banks, 1895) — USA
- Modysticus imitatus (Gertsch, 1953) — Messico
- Modysticus modestus (Scheffer, 1904)[2] — USA
- Modysticus okefinokensis (Gertsch, 1934) — USA

### Sinonimi
- Modysticus peon (Gertsch, 1953); trasferita dal genere Ozyptila e posta in sinonimia con Modysticus imitata (Gertsch, 1953) a seguito di un lavoro degli aracnologi Dondale & Redner (1975a)[1].